# Белозобый пёстрый голубь
Белозобый пёстрый голубь (лат. Ptilinopus rivoli) — вид птиц из семейства голубиных.

## Описание
Белозобый пёстрый голубь достигает длины от 23,5 до 26 см. Хвост короткий и округлённый. Существует выраженный половой диморфизм.
У самцов пурпурного цвета макушка головы. Оперение преимущественно тёмно-зелёное. На груди имеется большая белая полоса в форме полумесяца. В зависимости от подвида эта полоса может иметь желтоватый оттенок. Окрас брюха и подхвостья варьируют так же в зависимости от подвида. Номинативная форма имеет на брюхе продолговатое, узкое пятно пурпурного цвета. Подхвостье ярко-жёлтое. У нескольких подвидов брюхо жёлтого цвета, а подхвостье зелёного. Клюв ярко-жёлтый. Окрас оперения самок почти сплошь зелёного цвета.

## Распространение
Белозобый пёстрый голубь распространён в Новой Гвинее и на многих примыкающих к Новой Гвинеи островах. Он обитает, в том числе, на Молуккских островах, архипелаге Ару и островах архипелага Бисмарка. Острова, на которых относительно част голубь, в том числе Буру, Серам и Каркар. 
Местообитания птиц — это, преимущественно, ненарушенные горные леса. В незначительной степени они заселяют также вторичные леса. На Новой Гвинее птиц можно встретить на высотах от 1 000 до 3 260 м над уровнем моря. Однако, на небольших островах, таких как Ару, они живут в низменности. Птицы держатся, в основном, в кронах деревьев. 

## Питание
Птицы питаются плодами, которые склёвывает с веток деревьев. На землю птицы спускаются крайне редко.

## Размножение
Гнездо строится из веток деревьев. В кладке 2 яйца, что нетипично для пёстрых голубей, проживающих на Новой Гвинее.

## Подвиды
Международный союз орнитологов выделяет пять подвидов:
- Ptilinopus rivoli bellus
- Ptilinopus rivoli miquelii
- Ptilinopus rivoli prasinorrhous
- Ptilinopus rivoli rivoli
- Ptilinopus rivoli strophium